# Aeschynomene
Genre
Aeschynomene est un genre de plantes à fleurs de la famille des Fabacées.

## Liste des espèces
Selon Catalogue of Life (22 janvier 2018) :
- Aeschynomene abyssinica (A.Rich.)Vatke
- Aeschynomene acapulcensis Rose
- Aeschynomene acutangula Baker
- Aeschynomene afraspera J.Leonard
- Aeschynomene americana L.
- Aeschynomene amorphoides (S.Watson)Robinson
- Aeschynomene angolense Rossberg
- Aeschynomene aphylla Wild
- Aeschynomene aspera L.
- Aeschynomene batekensis Troch. & Koechlin
- Aeschynomene baumii Harms
- Aeschynomene bella Harms
- Aeschynomene benguellensis Torre
- Aeschynomene bracteosa Baker
- Aeschynomene bradei Rudd
- Aeschynomene brasiliana (Poir.)DC.
- Aeschynomene brevifolia Poir.
- Aeschynomene brevipes Benth.
- Aeschynomene bullockii J.Leonard
- Aeschynomene burttii Baker f.
- Aeschynomene carvalhoi G.P.Lewis
- Aeschynomene chimanimaniensis Verdc.
- Aeschynomene ciliata Vogel
- Aeschynomene compacta Rose
- Aeschynomene crassicaulis Harms
- Aeschynomene cristata Vatke
- Aeschynomene curtisiae Johnston
- Aeschynomene deamii Robinson & Bartlett
- Aeschynomene debilis Baker
- Aeschynomene deightonii Hepper
- Aeschynomene denticulata Rudd
- Aeschynomene dimidiata Baker
- Aeschynomene egena (J.F.Macbr.)Rudd
- Aeschynomene elaphroxylon (Guill. & Perr.)Taub.
- Aeschynomene elegans Cham. & Schltdl.
- Aeschynomene evenia C.Wright
- Aeschynomene falcata (Poir.)DC.
- Aeschynomene fascicularis Cham. & Schltdl.
- Aeschynomene filosa Benth.
- Aeschynomene fluitans Peter
- Aeschynomene fluminensis Vell.
- Aeschynomene foliolosa Rudd
- Aeschynomene fructipendula Abruzzi de Oliveira
- Aeschynomene fulgida Baker
- Aeschynomene gazensis Baker f.
- Aeschynomene genistoides (Taub.)Rudd
- Aeschynomene glabrescens Baker
- Aeschynomene glauca R.E.Fr.
- Aeschynomene goetzei Harms
- Aeschynomene gracilipes Taub.
- Aeschynomene gracilis Vogel
- Aeschynomene graminoides G.P.Lewis
- Aeschynomene grandistipulata Harms
- Aeschynomene guatemalensis (Standl. & Steyerm.)Rudd
- Aeschynomene heurckeana Baker
- Aeschynomene hintonii Sandwith
- Aeschynomene histrix Poir.
- Aeschynomene indica L.
- Aeschynomene interrupta Benth.
- Aeschynomene inyangensis Wild
- Aeschynomene katangensis De Wild.
- Aeschynomene kerstingii Harms
- Aeschynomene langlassei Rudd
- Aeschynomene latericola Verdc.
- Aeschynomene lateritia Harms
- Aeschynomene laxiflora Baker
- Aeschynomene leptophylla Harms
- Aeschynomene leptostachya Benth.
- Aeschynomene lewisiana Afr.Fern.
- Aeschynomene lorentziana Bacigalupo & Vanni
- Aeschynomene lyonnetii Rudd
- Aeschynomene magna Rudd
- Aeschynomene marginata Benth.
- Aeschynomene martii Benth.
- Aeschynomene maximistipulata Torre
- Aeschynomene mediocris Verdc.
- Aeschynomene megalophylla Harms
- Aeschynomene mimosifolia Vatke
- Aeschynomene minutiflora Taub.
- Aeschynomene mollicula Kunth
- Aeschynomene monteiroi Alf.Fern. & P.Bezerra
- Aeschynomene montevidensis Vogel
- Aeschynomene mossambicensis Verdc.
- Aeschynomene mossoensis J.Leonard
- Aeschynomene multicaulis Harms
- Aeschynomene nana Rudd
- Aeschynomene neglecta Hepper
- Aeschynomene nematopoda Harms
- Aeschynomene nicaraguensis (Oerst.)Standl.
- Aeschynomene nilotica Taub.
- Aeschynomene nivea Brandegee
- Aeschynomene nodulosa (Baker)Baker f.
- Aeschynomene nyassana Taub.
- Aeschynomene nyikensis Baker
- Aeschynomene oligophylla Harms
- Aeschynomene oroboides Benth.
- Aeschynomene palmeri Rose
- Aeschynomene paniculata Vogel
- Aeschynomene paraguayensis Rudd
- Aeschynomene pararubrofarinacea J.Leonard
- Aeschynomene parviflora Micheli
- Aeschynomene patula Poir.
- Aeschynomene paucifolia Vogel
- Aeschynomene paucifoliolata Micheli
- Aeschynomene pawekiae Verdc.
- Aeschynomene petraea Robinson
- Aeschynomene pfundii Taub.
- Aeschynomene pinetorum Brandegee
- Aeschynomene pleuronervia DC.
- Aeschynomene pluriarticulata G.Don
- Aeschynomene podocarpa Vogel
- Aeschynomene pratensis Small
- Aeschynomene pringlei Rose
- Aeschynomene pseudoglabrescens Verdc.
- Aeschynomene pulchella Baker
- Aeschynomene purpusii Brandegee
- Aeschynomene pygmaea Baker
- Aeschynomene racemosa Vogel
- Aeschynomene rehmannii Schinz
- Aeschynomene rhodesica Harms
- Aeschynomene riedeliana Taub.
- Aeschynomene rivularis Frapp.
- Aeschynomene rosei C.V.Morton
- Aeschynomene rostrata Benth.
- Aeschynomene rubrofarinacea (Taub.)F.White
- Aeschynomene rubroviolacea J.Leonard
- Aeschynomene rudis Benth.
- Aeschynomene ruspoliana Harms
- Aeschynomene sabulicola L.P.Queiroz & D.B.O.S.Cardoso
- Aeschynomene sansibarica Taub.
- Aeschynomene scabra G.Don
- Aeschynomene schimperi A.Rich.
- Aeschynomene schindleri R.Vig.
- Aeschynomene schliebenii Harms
- Aeschynomene scoparia Kunth
- Aeschynomene selloi Vogel
- Aeschynomene semilunaris Hutch.
- Aeschynomene sensitiva Sw.
- Aeschynomene siifolia Baker
- Aeschynomene simplicifolia G.P.Lewis
- Aeschynomene simulans Rose
- Aeschynomene solitariiflora J.Leonard
- Aeschynomene soniae G.P.Lewis
- Aeschynomene sparsiflora Baker
- Aeschynomene standleyi A.R.Molina
- Aeschynomene stipitata Burtt Davy
- Aeschynomene stipulosa Verdc.
- Aeschynomene stolzii Harms
- Aeschynomene tambacoundensis Berhaut
- Aeschynomene tenuirama Baker
- Aeschynomene tenuis Griseb.
- Aeschynomene trigonocarpa Baker f.
- Aeschynomene tsaratanensis Du Puy & Labat
- Aeschynomene tumbezensis J.F.Macbr.
- Aeschynomene uniflora E.Mey.
- Aeschynomene unijuga (M.E.Jones)Rudd
- Aeschynomene upembensis J.Leonard
- Aeschynomene venulosa Verdc.
- Aeschynomene vigil Brandegee
- Aeschynomene villosa Poir.
- Aeschynomene virginica (L.)Britton & al.
- Aeschynomene viscidula Michx.
- Aeschynomene vogelii Rudd
- Aeschynomene warmingii Micheli
- Aeschynomene weberbaueri Ulbr.